# Bank of Dave
Bank of Dave (En español titulada El banco de Dave) es una película de comedia biográfica en inglés británico dirigida por Chris Foggin, escrita por Piers Ashworth y producida por Matt Williams, Karl Hall, Piers Tempest. La película está protagonizada por Joel Fry, Phoebe Dynevor, Rory Kinnear, Hugh Bonneville, Paul Kaye, Jo Hartley y Cathy Tyson.
Bank of Dave se estrenó en el Reino Unido el 16 de enero de 2023 por Netflix.

## Reparto
- Joel Fry como Hugh
- Phoebe Dynevor como Alexandra
- Rory Kinnear como Dave
- Hugh Bonneville como Sir Charles
- Angus Wright como Clarence
- Paul Kaye como Rick Purdey
- Jo Hartley como Nicola Fishwick
- Cathy Tyson como Maureen
- Naomi Battrick como Henrietta[8]
- Florence Hall como Meghan
- Drew Cain como Prosecutor
- Grant Crookes como Press
- Joanne James como Pub Patron